# Atur estructural
L'atur estructural és el tipus d'atur que correspon tècnicament a un desajustament entre l'oferta i la demanda de treballadors com a resultat d'una estructura social i econòmica incapaç d'atendre la demanda de la seva població.
Aquesta classe d'atur, a diferència de l'atur estacional i l'atur friccional, és greu. La característica de l'oferta sol ser diferent a la característica de la demanda, la qual cosa provoca que un percentatge de la població no pugui trobar feina de manera sostinguda. En un context de lliure mercat, se suma a la crisi de les masses assalariades, la de les mitjanes i petites empreses que no aconsegueixen adaptar la seva resposta a la crisi cíclica del sistema capitalista en què només els grans conglomerats empresarials (holdings) poden funcionar. El factor tecnològic és un element a considerar permanentment en les crisis capitalistes. La fusió de les empreses motrius del sistema (monopoli) i el constant progrés tecnològic fa que la mà d'obra sigui menys requerida en alta tecnologia, i es desplacen grans masses cap a treballs informals o de caràcter precari. Les característiques principals que adverteixen d'un atur de tipus estructural són:
- Desajustament sostingut entre qualitat i característiques de l'oferta i la demanda.
- Desadaptació del conjunt dels actors econòmics respecte a l'economia externa i incapacitat del mercat intern per a pal·liar aquesta diferència.
- Obsolescència gràfica d'un model productiu determinat.

Es considera acceptable que entre un 2% i un 4% de la població activa estigui sense feina, i quan es superen aquestes xifres, es considera un indicador de mala política econòmica, una crisi econòmica, financera o industrial, o una inadequada estructura econòmica.